# Jean de Saint-Bonnet de Toiras

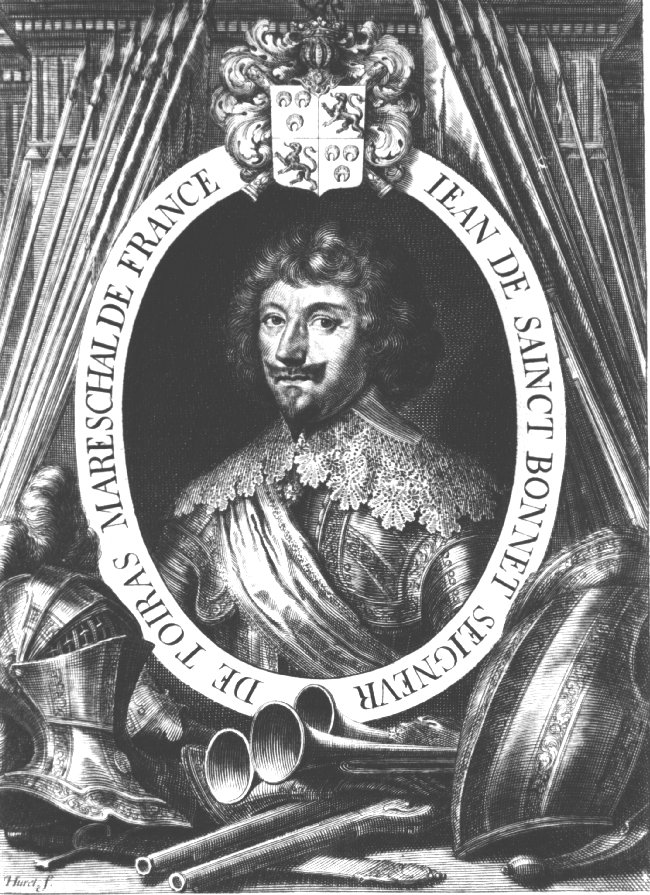
Jean du Caylar de Saint-Bonnet, Marquis de Toiras (1585–1636)

Jean du Caylar de Saint-Bonnet, Marquis de Toiras (* 1. März 1585 in Saint-Jean-de-Gardonnenque, dem heutigen Saint-Jean-du-Gard im Département Gard; † 14. Juni 1636 in Fontaneto d’Agogna, Italien) war ein Maréchal de France (Marschall von Frankreich).

## Leben
Jean du Caylar de Saint-Bonnet war neunter und letzter Sohn des Aymar de Saint-Bonnet du Caylar, Marquis de Toiras und der Françoise de Claret de Saint-Félix, Dame de Pallières.
Im Alter von 14 Jahren trat er in die Dienste des Königs Heinrich IV. und wurde gewöhnlicher Edelmann in dessen Hause.
25-jährig wurde er im Dienste von König Ludwig XIII. zum Lieutenant der Parforcejagd ernannt. Einige Zeit später avancierte er zum Capitaine-lieutenant der königlichen Garde. Als Protestant unterstützte er seinen katholischen König später im Kampf gegen die Hugenotten.
Seine Qualitäten als Stratege, sein Mut und die Treue seinem König gegenüber ließen ihm bei der Besetzung von Saumur (Frühling 1621), Montauban (August bis November 1621) und Montpellier (Februar bis Oktober 1622) große Ehren zuteilwerden.

## Gouverneur der Île de Ré
Januar 1625: Angeführt von Henri II., dem Herzog von Rohan, und seinem Bruder, Benjamin de Rohan, Seigneur de Soubise, erhoben sich die Hugenotten erneut und besetzten die Inseln Ré und Oléron. Sie liefern sich zahlreiche Scharmützel, hauptsächlich um die Häfen von La Rochelle und Saint-Martin-de-Ré, mit den Truppen und Schiffen des Königs. Kardinal Richelieu, der 1624 zum neuen leitenden Minister unter Ludwig XIII. ernannt worden war, veranlasste einen Angriff durch Toiras und Henri II. de Montmorency (* 1595; † 1632). Sie vertrieben Soubise und die Hugenotten von den Inseln und nahmen ihnen einen Teil ihrer Flotte ab. Benjamin de Rohan flüchtete nach England.
Nach seinem Sieg über Soubise wurde Toiras zum Grafen erhoben und zum Gouverneur der Île de Ré ernannt.
Um die Insel zu verteidigen, verfügte er den Bau zweier starker Festungswerke. Das erste, das Fort de la Prée in der nahe der Gemeinde La Flotte, das zweite, größere, in Saint-Martin. Zwar verfügten die Festungen nur über eine mäßige Bewaffnung, dafür waren sie aber mit kampferprobten Soldaten besetzt.
Seit ihrer Hochzeit am 11. Mai 1625 nahmen die Unstimmigkeiten zwischen der Schwester Ludwigs des Dreizehnten, Henriette von Frankreich (1609–1669), und König Charles I. von England ständig zu, und die Krönung war in Frage gestellt. Als Ludwig XIII. für seine Schwester Partei ergriff, kam es zum offenen Konflikt, in dem die Engländer den gesamten Hofstaat Henriettes nach Frankreich zurückschickten. George Villiers, 1. Duke of Buckingham, ein Günstling von König Charles I., versuchte mit 16.000 Soldaten und 90 Schiffen La Rochelle zu überfallen. Vorher hatte er mehrere französische Schiffe im Ärmelkanal erbeutet. La Rochelle war zu dieser Zeit in der Hand der Hugenotten, und ihr Bürgermeister Jean Guitton verhinderte mit seiner Bürgerwehr die Landung Buckinghams. Dieser wendete sich daraufhin den Inseln Ré und Oléron zu.

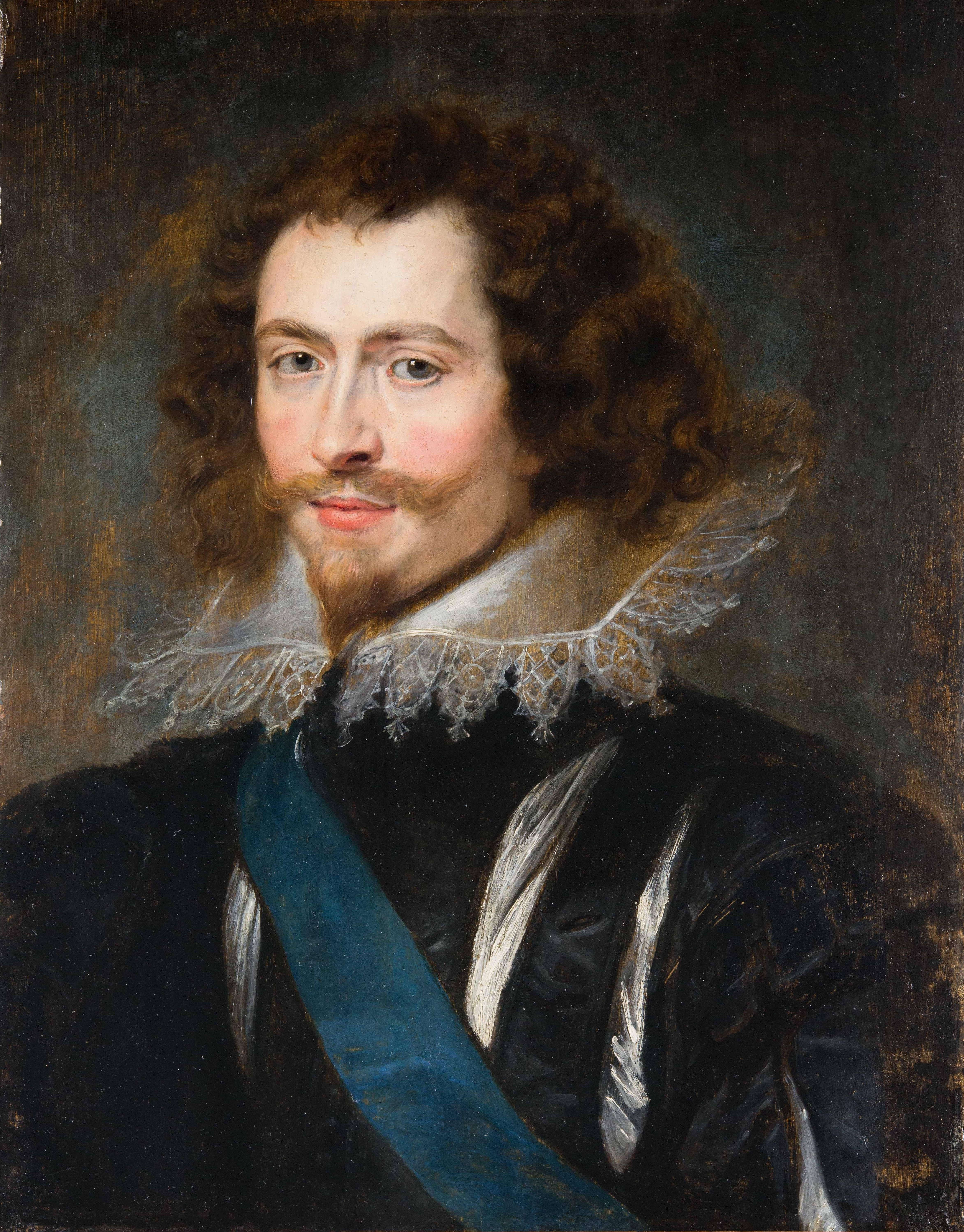
Der Angreifer: George Villiers, 1. Duke of Buckingham

Am 22. Juli 1627 landeten die Engländer unter dem Duke of Buckingham in Saint-Blanceau, dem heutigen Sablanceaux.
Toiras marschierte ihm mit seinen Truppen entgegen; es gab erste Gefechte mit den Angreifern. Vor der hohen Zahl der angreifenden englischen Soldaten musste Toiras zunächst zurückweichen, Buckingham verlor aber immerhin 500 seiner Männer.
Toiras verlor bei den Kämpfen seinen Bruder Rollin de Saint-Bonnet de Toiras, der ihn bei den Kämpfen unterstützt hatte. Mit ihm kam auch der Baron de Chantal ums Leben. Er war der Vater von Marie de Rabutin, die zu diesem Zeitpunkt gerade 17 Monate alt war und später die Marie de Rabutin-Chantal, Marquise de Sévigné wurde.
Toiras verschanzte sich mit seinem Tross in der Zitadelle von Saint-Martin, ließ aber etwa 100 Soldaten im Fort de la Prée zur Sicherung zurück. Buckingham begann daraufhin eine Belagerung, die mehr als drei Monate andauerte. Während dieser Zeit zeigte sich Buckingham von unerbittlicher Grausamkeit gegenüber den Bewohnern der Insel, vor allem denen gegenüber, die versuchten, in das Fort hinein- oder aus ihm herauszukommen.
Die Nahrungsmittel wurden knapp, es gelang selten, etwas zum Essen durch die feindlichen Linien zu schmuggeln.
Anfang Oktober sah Toiras sich gezwungen, mit Buckingham über eine Kapitulation zu verhandeln. Gleichzeitig begannen sich die Verhältnisse für die Franzosen günstig zu entwickeln. Am 7. Oktober 1627 drehte sich der Wind und ermöglichte König Ludwig XIII., eine Flottille von Les Sables-d’Olonne aus in Richtung Île de Ré zu senden, um die Reede von Saint-Martin zu erreichen. Dabei wurden die Schiffe von Buckinghams Flotte stark attackiert. Den Franzosen gelang es, mit 30 schwer beladenen Schaluppen in den Hafen zu fahren und ihre wertvolle und überlebenswichtige Fracht zu entladen. Das ermöglichte den Menschen in der Zitadelle, die Belagerung mindestens weitere 100 Tage auszuhalten und die Festung zu verteidigen. Darüber hinaus gelang es, die Festung Prée mit 1.500 Mann zu verstärken.
Buckingham erkannte, dass es ihm nicht möglich sein würde, die Insel einzunehmen, und er entschied sich dafür, die Belagerung aufzugeben. Er begann einen neuen Scheinangriff gegen die Zitadelle von Saint-Martin, um seinen Rückzug einzuleiten.
In der Zwischenzeit landete Marschall von Schomberg (1575–1632) mit seinem Heer bei Sainte-Marie und verfolgte die Einheiten Buckinghams in den Nordwesten der Insel. Etwa auf der Höhe von Loix kam es zu schweren Gefechten, bei denen auf der französischen Seite zweitausend Soldaten, fünf Obersten, drei Oberstleutnants, zweihundertfünfzig Hauptleute und zwanzig Edelleute ihr Leben lassen mussten. Buckingham verlor bei dieser unglücklichen Mission von seinen 7000 Männern sogar über 4000.
Die Franzosen erbeuteten vier Kanonen und sechzig Fahnen. Diese wurden von Claude de Rouvroy, Herzog von Saint-Simon, nach Paris gebracht, wo sie mit großem Pomp in den Gewölben von Notre-Dame zur Schau gestellt wurden.

## Der Erbfolgekrieg von Mantua
Der Mantuanische Erbfolgekrieg (1628–1631) war ein Konflikt am Rande des Dreißigjährigen Krieges. Er wurde geführt um die Nachfolge im Herzogtum Mantua. Durch den Tod des Herzogs Francesco IV. Gonzaga von Mantua und Montferrat, der am 22. Dezember 1612 im Alter von 26 Jahren starb und keinen männlichen Erben hinterließ, war die Hauptlinie des Fürstengeschlechtes Gonzaga erloschen. Seine beiden Brüder Ferdinando Gonzaga (1587–1626) und Vincenzo Gonzaga (1594–1627) gehörten dem geistlichen Stand an und kamen für die Nachfolge nicht in Frage.
Der Habsburger Kaiser Ferdinand II., der seit fünf Jahren mit Eleonora Gonzaga, einer Schwester der drei letzten Herzöge verheiratet war, wollte deshalb Mantua als erledigtes Reichslehen einziehen, um das jüngere, spanische Fürstenhaus Gonzaga-Guastalla in die Nachfolge einzusetzen. Gemeinsam mit König Karl Emanuel I. wurde Mantua gegen den Willen der beiden letzten Herzöge besetzt. Karl Emanuel I. erhoffte sich als Belohnung für seine Dienste die Markgrafschaft Montferrat.
Frankreich dagegen unterstützte Carlo II. Gonzaga, Herzog von Nevers und Rethel in Frankreich. Dieser war verheiratet mit Maria, der Tochter von Francesco IV. Gonzaga und erhob deshalb ebenfalls Ansprüche auf das Herzogtum Mantua. König Ludwig XIII. und Kardinal Richelieu überquerten die Alpen in Richtung Italien mit der Armee, die auch an der Besetzung von La Rochelle beteiligt war. Befehligt wurden die Soldaten von Toiras.
Am 6. März 1629 wurde die Stadt Susa eingenommen und besetzt, am 18. März wurde Casale befreit. Ein erster Waffenstillstand wurde in Anwesenheit des Papstes Urban VIII. von Karl Emanuel und Mazarin unterschrieben. Zu dieser Zeit wurde Deutschland von den Schweden besetzt. Der Kaiser musste sich ganz der schwedischen Intervention widmen und verließ Mantua.

## Marschall von Frankreich
Für seine Tapferkeit und seine Verdienste bei dem Feldzug erhielt Toiras zunächst den Titel „Botschafter des Königs“ und wurde 1630 mit der Würde eines Marschall von Frankreich ausgezeichnet.
Er blieb im Piemont, um die Friedensverhandlungen zu führen. Am 6. April 1631 wurde Carlo II. Gonzaga im Frieden von Cherasco vom Kaiser mit Mantua und Montferrat belehnt, Savoyen bekam nur Teile Montferrats. Am 6. Juli 1632 wurde der Pakt von Turin geschlossen, der die Gebietsaufteilung festschrieb. Dabei musste die Festung Pinerolo der französischen Besatzung übergeben werden, womit sich Frankreich den ungehinderten Zugang zur Poebene sicherte, was für die Franzosen eine immense strategische Bedeutung hatte.
Am 12. April 1633 wurde Toiras zum Ritter des Ordens vom Heiligen Geist (frz. Ordre du Saint-Esprit) geschlagen. Er lehnte es jedoch ab, eigens zur Investitur nach Frankreich zurückzukehren, um das Blaue Ordensband entgegenzunehmen. Richelieu, dessen Gunst Toiras nicht besaß, nutzte diesen Affront als Vorwand, um ihn im November 1633 all seiner Würden zu entheben.

## Die letzte Schlacht
Toiras übernahm, mit der Erlaubnis des Königs, 1636 das Kommando über die Armee des Herzogs von Savoyen, der sich mit Frankreich gegen Österreich verbündet hatte. Am 14. Juni 1636 griff er die Festung Fontaneto d’Agogna in der Lombardei an, wo er in den vorderen Linien kämpfte. Ein Schuss aus einer Arkebuse verletzte ihn tödlich.
Der französische Historiker Michel Baudier schildert die glühende Verehrung seiner Untergebenen so: „Die erschütterten Soldaten tauchten ihre Taschentücher in das Blut der Wunde des Gefallenen. Sie waren überzeugt, dass ihnen dies helfen würde, den Sieg auf dem Schlachtfeld zu erringen.“
Der Tod erschütterte die Italiener und Europäer gleichermaßen. Der Verstorbene genoss schließlich überall hohes Ansehen. Er starb so, wie er es sich immer gewünscht hatte: auf dem Schlachtfeld, für die Interessen seiner Heimat.
Seine sterblichen Überreste wurden nach Turin gebracht, wo die Schwester des Königs, die Herzogin von Savoyen ein Staatsbegräbnis für ihn veranlasste. Der ganze Hof trauerte und zeigte seine Bestürzung. Sein Grabmal bei den Turiner Kapuzinern bewahrt seine Gebeine als Reliquien auf. Dazu schrieb Michel Baudier: „Er war auf den Bergen des Triumphes angekommen…“

## Verwandtschaft
Die bekanntesten seiner acht Geschwister waren
- Jacques de Saint-Bonnet de Toiras, Herzog von Restinclières, Berater des Königs, Kommandeur eines Infanterieregiments, Gouverneur von Clermont Herault, Lodève, Lunel und Schlossherr von Meyrueis, Sénéchal von Montpellier,
- Simon de Saint-Bonnet de Toiras, Herzog von La Forest, Gouverneur der Stadt Foix, Berater des Königs,
- Claude de Saint-Bonnet de Toiras, Vertreter des Klerus von Frankreich, Berater des Königs, Bischof von Nîmes, Graf und Pfarrer von Saint-Gilles, Prior von Longpont (heute im Departement von Aisne).
- Paul de Saint-Bonnet de Toiras, Herzog von Montferrier-sur-Lez, Lieutenant des Königs Ludwig XIII. in Amboise. Er kämpfte mit seinem Bruder, Jean de Saint-Bonnet, Marquis de Toiras auf der Île de Ré gegen die vom Duke of Buckingham geführten Engländer, wo er 1627 bei der Verteidigung der Zitadelle von Saint-Martin durch einen Kanonenschuss getötet wurde.
- Rollin de Saint-Bonnet de Toiras, Herzog von Restinclières, Capitaine der Garde des Königs Ludwig XIII. Auch er kämpfte auf der Île de Ré und fiel am 23. Juli 1627 am Strand von Rivedoux-Plage bei der Landung der Engländer unter dem Duke of Buckingham.

## Ehrungen

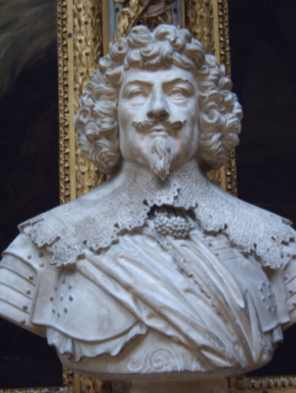
Büste in der Schlachtengalerie des Schloss Versailles

- Ein Fährschiff, das zwischen La Rochelle und der Île de Ré verkehrte, wurde auf den Namen Maréchal de Toiras getauft.
- Die Kaserne in Saint-Martin heißt Caserne Toiras.
- Seine Büste wurde in der 1837 eröffneten Schlachtengalerie des Schloss Versailles aufgestellt.

## Anekdote
Toiras erwarb durch ein außergewöhnliches Vorkommnis die besondere Gunst des Königs Ludwig XIII.: Als Lieutenant de chasse, auch zuständig für die Falknerei, wurde er eines Tages auf der Jagd von seinem leicht stotternden König gefragt: « où était l’oi… l’oi… l’oi… l’oiseau? » (deutsch: „wo sind die Vö… Vö… Vögel?“) Toiras antwortete vielleicht ein wenig respektlos: « voi… voi… voici! » (deutsch: „Da… da… da sind sie!“)
Ludwig schlug auf Toiras ein, weil er glaubte, dass dieser sich über ihn lustig machen wollte, indem er ihn nachahmte. Dieser konnte sich nicht einmal entschuldigen, das hätte den Fall nur verschlimmert. Glücklicherweise erklärte ein Höfling dem König, dass Toiras ebenfalls stottere. Darauf entschuldigte sich der König, und von diesem Zeitpunkt an begünstigte er seinen Leidensgenossen.